# Platycopina
Platycopina is een onderorde van kreeftachtigen uit de klasse van de Ostracoda (mosselkreeftjes).

## Taxonomie

### Superfamilies
- Cavellinoidea Egorov, 1950 †
- Cytherelloidea G.O. Sars, 1866
- Leperditelloidea Ulrich & Bassler, 1906 †

### Familie
- Barychilinidae Ulrich, 1894 †

### Geslacht
- Westmontia Loranger, 1963 †